# Брана (теория на струните)
Брана е пространствен обект, който се среща в теория на струните. Произходът на думата идва от „мембрана“. За разлика от реалната мембрана, която е само двуизмерна, браните могат да имат различно количество измерения. Обозначават се като р-брани, където р съответства на количестото пространствени измерения измерения на браните. Така 0-брана е безразмерна частица (точка), 1-брана е струна, 2-брана прилича на нормалната мембрана и т.н. В допълнение те имат още едно, времево, измерение. Всяка р-брана обгръща един (р+1)-измерен обем. Размерът на браните може да варира от астрономически до микроскопични стойности.
В различните теории на струните се срещат различни видове брани. Част от теориите разглеждат само затворени струни, други включват както затворени така и отворени струни. Съображения, произтичащи от закона за запазване на енергията налагат краищата на отворените струни да бъдат фиксирани към пространствени обекти - брани. Последните трябва да удовлетворяват граничните условия на Дирихле - оттам идва наименованието D-брани, или включвайки и размерността им - Др-брани. Четните Др-брани са обекти в струнната теория IIA, докато нечетните Др-брани - в струнната теория IIB. Техният магнитен еквивалент са NS-браните.
С развитието на М-теорията всички фундаментални струни (F-струни) стават двуизмерни мембрани, наричани М2-брани или супермембрани. Техният магнитен еквивалент са М5-браните.